# Marta Estrada Herrero
Marta Estrada Herrero (Barcelona, 16 de desembre de 1925 - Barcelona, 11 de febrer de 1965) va ser una pintora i escultora catalana.

## Carrera artística
A part de participar en diverses exposicions col·lectives, Marta Estrada va realitzar tres exposicions individuals, dues a l'Ateneu Barcelonès (1959 i 1962) i una final a l'Ateneu de Madrid (1964), totes ben rebudes per la crítica. Els seus dos màxims valedors en el món de l'art van ser, d'una banda, a Barcelona, l'escriptor i crític Àngel Marsà i Beca i, d'altra, a Madrid, el crític i comissari d'exposicions Carlos Areán. Entre els crítics que van admirar la seva obra cal destacar Mercedes Molleda, Alberto del Castillo, Modest Rodríguez Cruells, Néstor Luján, Lina Font, Santiago Arbós i el poeta madrileny José Hierro.
José Hierro veia en els seus quadres "grans meditacions" alimentades per les arrels de les pintures negres de Goya. Per Angel Marsá, un dels crítics més prominents de la postguerra a Barcelona, el "món misteriós de màgiques ressonàncies tonals" i les "infinites suggestions plàstiques" de la seva obra la situaven entre els més sòlids valors joves de la pintura catalana de finals dels anys 50. Mercedes Molleda, esposa del pintor nord-americà establert a Barcelona Norman Narotzky i una de les poques dones crítiques d'art de la seva època, publica el 1962 un article elogiós a la revista "ARTS" sobre Marta Estrada. Impressionada per la valentia, l'amor i la "fondària gairebé mística" que observa en els seus quadres, reconeix en les obres una "sinceritat esfereïdora".
Sòcia del Cercle Artístic Sant Lluc des de 1955, Marta Estrada participa en la gran subhasta de 1959 promoguda per l'advocat i president Ramon Guardans per recollir fons per l'entitat, i on hi col·laboren figures de la talla de Picasso, Miró, Grau Sala o Antoni Clavé. Dels artistes amb qui Marta Estrada va compartir exposicions col·lectives cal esmentar entre d'altres els escultors Josep Mundet i Xavier Corberó, i els pintors Joan-Josep Tharrats, José Luis Zarraluqui, Domènec Carles, Josep Maria García-Llort, Teresa Vilarrubias Perarnau, Santiago Pericot, Ángel Orensaz, Albert Ràfols-Casamada, Norman Narotzky, Glòria Morera, Concha Ibáñez, Aurora Altisent, Carme Glòria Canals, Francisco Valbuena Briones, Joan Brotat, Maria Assumpció Raventós i la panamenya Olga Sánchez Borbón.

## Pedagogia i artteràpia
Cal assenyalar també la presència d'Estrada en els inicis de l'artteràpia a Catalunya de la mà del professor i psiquiatra Nicanor Ancochea Hombravella, director de la Clínica Mental de Santa Coloma de Gramenet, i del doctor Joan Obiols i Vié, qui anys més tard esdevindrà psiquiatre personal de Salvador Dalí i rector de la Universitat de Barcelona. Entre 1961 i 1964, les joves pintores Marta Estrada i Carme Glòria Canals són les creadores i primeres professores del taller d'arts plàstiques del sanatori, batejat com a Cercle Artístic de Santa Dimpfna. El canvi radical de l'art de Marta Estrada coincideix amb el seu contacte personal amb el món de la psiquiatria i la malaltia mental.